# Дафермос, Константин
Константи́н Майкл Дафе́рмос (англ. Constantine Michael Dafermos, настоящее имя Константи́нос Миха́лис Дафе́рмос (греч. Κωνσταντίνος Μιχάλης Δαφέρμος); род. 26 мая 1941, Афины, Греция) — греческий и американский математик, один из ведущих мировых экспертов в области законов сохранения. Профессор отделения прикладной математики Брауновского университета (с 1976 года). Лауреат Премии Норберта Винера по прикладной математике (2016).

## Биография
Родился 26 мая 1941 года в Афинах (Греция).
В 1964 году окончил Афинский национальный технический университет, получив диплом в области гражданского строительства.
В 1967 году получил степень доктора философии в области механики в Университете Джонса Хопкинса. Научным руководителем Дафермоса был Джеральд Эриксен.
В 1967—1968 годах — постдокторант на кафедре механики Университета Джонса Хопкинса.
В 1968—1971 годах — ассистент-профессор кафедры теоретической и прикладной механики Корнеллского университета.
В 1971—1976 годах — ассоциированный профессор отделения прикладной математики Брауновского университета.
С 1976 года — профессор отделения прикладной математики Брауновского университета.
В 1988—1993 и 2006—2007 годах — директор Центра динамических систем Лефшеца при Брауновском университете.
Последние работы посвящены нелинейным гиперболическим системам законов сохранения.
Широко известен своей авторитетной книгой «Hyperbolic Conservation Laws in Continuum Physics».

## Членство в организациях
- 1977—1978 — председатель Общества натурфилософии.
- 1984—1986 — руководитель Международного общества по взаимодействию механики и математики.
- 1988 — член-корреспондент Афинской академии наук.
- 1995 — член Совета управляющих[англ.] Института имени Вейцмана.
- 2001 — фелло Американской академии искусств и наук.
- 2004 — почётный профессор Академии Синика[англ.].
- 2009 — фелло Общества содействия развитию промышленной и прикладной математики[англ.].
- 2011 — Иностранный член Национальной академии деи Линчеи.
- 2013 — фелло Американского математического общества[10].
- 2016 — член Национальной академии наук США.
- Фелло Общества учёных Университета Джонса Хопкинса[1][4][5].

## Награды и почести
- 1987 — Почётный доктор Афинского национального университета имени Каподистрии.
- 1991 — Почётный доктор Афинского национального технического университета.
- 2000 — Премия «W. T. and Idalia Reid» по математике от Общества содействия развитию промышленной и прикладной математики[11].
- 2001 — Почётный доктор Университета Крита.
- 2011 — Премия Катальдо Агостинелли и Анджиолы Джили от Национальной академии деи Линчеи.
- 2012 — Медаль Галилео города Падуя[1].
- 2014 — Премия от Международного общества по взаимодействию механики и математики.
- 2016 — Премия Норберта Винера по прикладной математике за «основополагающую работу в области дифференциальных уравнений в частных производных и физики сплошных сред»[2][4][7][12].